# Ordinul Național de Merit (Franța)

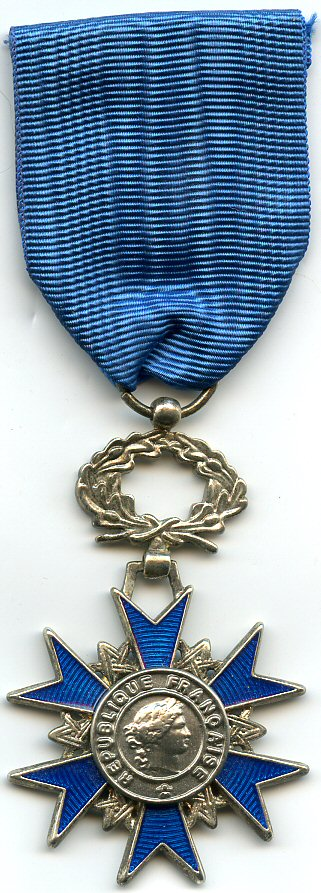
Ordinul Național de Merit în grad de Cavaler

Ordinul Național de Merit (în franceză Ordre national du Mérite) este un ordin de stat acordat de președintele Franței. A fost înființat la 3 decembrie 1963 de președintele Charles de Gaulle. Înființarea ordinului avea două motive: să înlocuiască numărul mare de ordine ministeriale acordat anterior de miniștri și să se creeze o decorație care să poată fi acordată mult mai generos decât Legiunea de Onoare.
Acest ordin li se acordă cetățenilor francezi care s-au remarcat prin realizări civile și militare, dar la un nivel mai mic decât cel cerut pentru atribuirea Legiunii de Onoare. Președintele Republicii Franceze este Marele Maestru al Ordinului și îi numește pe toți ceilalți membri ai Ordinului, prin convenție, la avizul Guvernului. Ordinul are un cancelar și o Cancelarie comună cu Legiunea de Onoare. Fiecărui ministru al Franței i se face o cruce al Ordinului după șase luni în funcție.